# Тюргейм, Ульрих фон
Ульрих фон Тюргейм (нем. Ulrich von Türheim; ок. 1195 — ок. 1250) — немецкий средневековый поэт. 

## Биография
Родом баварец, жил при дворе короля Генриха, сына императора Фридриха II. Написал сухое и прозаичное окончание «Тристана» Готфрида Страсбургского; в сочинении «Rennewart» подражал Вольфраму фон Эшенбаху, дав продолжение его «Виллегальму» (Вильгельму; нем. Willehalm); в сочинении «Elies» подражал французу, мастеру куртуазного романа Кретьену де Труа; перевёл «Ланцелота».